# Richard Holbrooke
Richard Charles Albert Holbrooke (Nova York, 24 de abril de 1941 - Washington, 13 de dezembro de 2010) foi um diplomata norte-americano.

## Biografia
Iniciou sua carreira de diplomata no fim dos anos 1960. Começou a carreira aos 21 anos no Vietnã, por aprender a língua. Embaixador dos Estados Unidos na Alemanha em 1993, Holbrooke foi também embaixador do seu país nas Nações Unidas, de 1999 a 2001.
Foi um dos principais arquitetos das negociações de paz na Bósnia e Herzegovina, através dos acordos de Dayton, em 1995. Holbrooke impôs uma trégua de sessenta dias na Bósnia e reuniu as três partes beligerantes na base aérea militar de Wright-Patterson, perto de Dayton (Ohio) para os contatos preliminares. Slobodan Milošević, presidente da República Federal da Iugoslávia, representa os sérvios da Bósnia; o presidente da República da Croácia, Franjo Tuđman, liderava a delegação dos croatas da Bósnia e Herzegovina e o presidente da República da Bósnia e Herzegovina, Alija Izetbegović conduzia a Federação Croato-Muçulmana. Depois de três semanas de negociações, um acordo de paz foi assinado. A Bósnia e Herzegovina seria constituída de duas entidades federadas: a Federação Croato-Muçulmana, reunindo 73% de bósnios e 22% de croatas e a República Sérvia, com 95% de sérvios étnicos.
Em 22 de janeiro de 2009, Richard Holbrooke foi nomeado oficialmente, pelo presidente Barack Obama, enviado especial para o Afeganistão e o Paquistão. Ele apoiou a política do presidente norte-americano na Guerra do Afeganistão, que prevê iniciar a retirada de tropas a partir de julho de 2011. Também apoiou as ofensivas do exército paquistanês no conflito armado do noroeste do Paquistão.

## Morte
Em 10 de dezembro de 2010, quando se encontrava no Departamento de Estado, em Washington, D.C., Richard Holbrooke passou mal e foi internado em um hospital. Operado no dia seguinte de uma laceração da aorta, faleceu no dia 13 de dezembro, aos 69 anos.
O presidente paquistanês Asif Ali Zardari declarou, em 14 de dezembro, que "hoje o Paquistão perdeu um amigo." O presidente afegão Hamid Karzai também lhe rendeu homenagem.